# Kildare (Oklahoma)
Kildare es un pueblo ubicado en el condado de Kay en el estado estadounidense de Oklahoma. En el año 2010 tenía una población de 100 habitantes y una densidad poblacional de 250 personas por km².

## Geografía
Kildare se encuentra ubicado en las coordenadas 36°48′30″N 97°3′0″O / 36.80833, -97.05000.

## Demografía
Según la Oficina del Censo en 2000 los ingresos medios por hogar en la localidad eran de $16,250 y los ingresos medios por familia eran $25,313. Los hombres tenían unos ingresos medios de $28,750 frente a los $16,250 para las mujeres. La renta per cápita para la localidad era de $13,798. Alrededor del 37.3% de la población estaban por debajo del umbral de pobreza.